# Поль Анрі Леконт
Поль Анрі Леконт (фр. Paul Henri Lecomte або фр. Henri Lecomte, 8 січня 1856 — 12 червня 1934) — французький ботанік, професор ботаніки.    

## Біографія
Поль Анрі Леконт народився 8 січня 1856 року.
З 1884 до 1904 Леконт був учителем природознавства у Парижі, а з 1906 року і аж до своєї відставки у 1931 році він був професором ботаніки та директором Національного музею природної історії у Парижі. 
Поль Анрі Леконт побував у французькому Конго, Єгипті, Марокко та на Далекому Сході. Разом зі своїм співробітником Ашилем Еженом Фіне (1863-1913) він відвідав Яву.
У 1917 році Леконт став членом Французької академії наук.
Поль Анрі Леконт помер у Парижі 12 червня 1934 року.  

## Наукова діяльність
Поль Анрі Леконт спеціалізувався на папоротеподібних та на насіннєвих рослинах. 

## Окремі публікації
- Paul Henri Lecomte. Notions de botanique. Paris, Masson et cie, 1904[3].
- Henri Lecomte. Formation de la vanilline dans la vanille. Paris, Augustin Challamel, 1914[5].
- Henri Lecomte; H Guibier. Les bois de l'Indochine. Paris : Agence Économique de l'Inochine, 1925—1926[6].
- Henri Lecomte; Paul Danguy; Aimée Fauchère. Madagascar: les bois de la forêt d'Analamazaotra. Paris: A. Challamel, 1922[7].